# Illinois (음반)
“Illinois”는 미국의 싱어송라이터 수프얀 스티븐스의 다섯 번째 정규 음반으로 2005년 7월 4일 발매되었다.

## 작곡 및 작사

### 음악

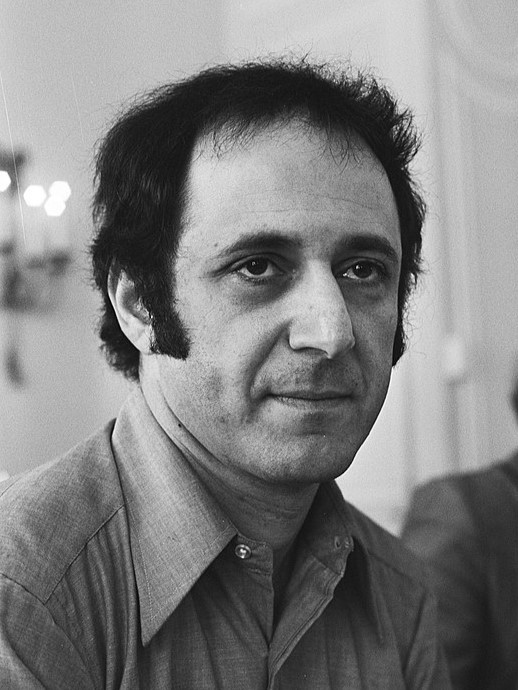
수프얀 스티븐스에게 많은 영향을 끼친 스티브 라이히의 모습

22개의 곡으로 이루어져 있는 “Illinois”에는 일리노이주와 관련된 노래들과 중간중간 가사가 없는 간주곡이 존재하는 것이 특징이다. 인디 포크, 인디 팝, 인디 록, 포크 록, 안티 포크, 챔버 포크, Lo-Fi를 포함해 많은 장르로 분류되고 있고, 비평가들은 음반에서 드러난 스티븐스의 스타일이 스티브 라이히,, 대니얼슨, 닐 영, 닉 드레이크와 데스 캡 포 큐티 등의 음악가와 비슷하다고 언급하였다. 또한 음악 내에서 많은 관현악적인 편곡이 이루어졌으며, 특히 각각 다른 악기로 한 부분을 여러 번 녹음한 뒤 합치는 멀티트랙 레코딩 기법을 사용하였다. 특히 스티븐스는 플루트, 오보에 등 12개가 넘는 악기를 혼자서 녹음하였다. 롤링 스톤은 "이 음반은 고등학교 악단, 쇼 튠과 앰비언트적인 전자 음악에서부터 시작됐을 것이다; 우리는 스티븐스가 음악 내의 긴 악기 구절에서의 메아리치는 효과를 애용하는 것을 보니 스티브 라이히의 “Music for 18 Musicians”가 그의 집안에서 자주 들리는 음반이라 의심해 볼 수 있을 것이다"라고 이야기하면서 “Illinois”의 음악적인 영향을 요약하였다.
스티븐스가 가지고 있던 클래식과 바로크 음악이 편곡의 많은 부분에 영향을 끼쳤다. 스티븐스는 이고르 스트라빈스키, 세르게이 라흐마니노프, 에드바르 그리그와 같은 음악가와 더불어 현대 클래식 음악 작곡가인 테리 라일리, 스티브 라이히, 필립 글래스 등이 영감을 주었다고 밝혔다. 또한 스티븐스는 동적인 효과를 위하여 박자표의 변화를 사용하기도 하였다. 가령 ‘Come On! Feel the Illinoise!’는 5분의 4박자로 시작하지만 노래 후반부에 들어서면서 4분의 4박자로 바뀐다.

### 가사
전작 “Michigan”에서 미시건주와 관련된 주제가 가사에 많이 들어간 것과 마찬가지로 “Illinois”는 일리노이주에 관한 여러 언급이 존재한다. ‘Concerning the UFO Sighting Near Highland, Illinois’는 2000년 일리노이주의 하이랜드에서 어느 경찰이 밤에 UFO를 보았다는 사실을 토대로 만든 곡이며, ‘Come On! Feel the Illinoise!’는 1893년 시카고에서 개최된 만국 박람회를 소재로 한 노래이다. ‘John Wayne Gacy, Jr.’은 1970년대 미국의 살인마 존 웨인 게이시와 피해자에서 시작해 자신의 내면을 비난하는 주제로 바뀐다. 스티븐스는 2009년 페이스트와 진행한 인터뷰에서 "우리 모두가 게이시가 했던 일을 할 수 있다"고 이야기했다. ‘Jacksonville’은 앤드루 잭슨이 아닌 A.W. 잭슨이라는 가상의 흑인 설교자에서 이름이 붙여졌다고 가정한 채 노래를 부르고 있으며, ‘They Are Night Zombies!! They Are Neighbors!! They Have Come Back from the Dead!! Ahhhh!’는 일리노이주의 유령 도시에 관해 이야기하고 있고, ‘The Tallest Man, the Broadest Shoulders’는 역사상 가장 키가 큰 인물로 기네스 세계 기록에 오른 로버트 워들로에 관해 노래한다. 이외에도 칼 샌드버그, 스티븐 A. 더글러스, 솔 벨로, 메리 토드 링컨 등의 인물이나 피오리아와 같은 일리노이주의 지명이 언급된다.
“Illinois”는 미국의 주에 관한 콘셉트 음반이지만, 스티븐스는 기독교 신자로서 음반 내에 기독교와 성경과 관련된 주제를 녹여냈다. 스티븐스는 이전부터, 특히 2004년에 발표한 “Seven Swans”에서 종교적인 주제에 관한 음악을 만들고 녹음해왔고, 인터뷰나 공개 석상에서 직접 이야기하는 것보다는 노래를 통해 이야기하는 것을 선호하였다. ‘Decatur, or, Round of Applause for Your Stepmother!’에서는 "It's the great I Am"이라는 가사가 존재하는데, 이는 모세가 출애굽기 3장 14절에서 신에게 이름을 물었을 때 신이 "나는 스스로 있는 자"라고 대답한 것에서 따온 것이다. ‘Casimir Pulaski Day’에서는 카지미에시 푸와스키의 날을 노래함과 동시에 성경을 공부하면서 회복을 기원했음에도 골암으로 연인이 사망하는 장면을 묘사하고 있으며, 그 과정에서 스티븐스는 신에게 질문을 한다. ‘The Man of Metropolis Steals Our Heart’는 슈퍼맨을 그리스도 형상으로 설정하였으며, ‘The Seer's Tower’에도 요한의 묵시록과 그리스도의 재림에 대한 더 추상적인 암시가 등장한다. ‘The Predatory Wasp of the Palisades Is Out to Get Us!’의 가사에서는 동성애적인 가사를 간접적으로 언급하였고, 일부는 이를 기독교와 관련시키기도 하였다.

## 표지
표지의 디자인과 그림은 디브야 스리니바산이 맡았다. 그림에는 스티븐스 자신을 포함하여 궐련을 물고 있는 남성과 시어스 타워, UFO, 염소, 블랙 호크, 존 웨인 게이시, 에이브러햄 링컨과 메리 토드 링컨 등 일리노이주와 관련된 그림이 묘사되어 있다. 워싱턴 포스트와 타임은 남성을 알 카포네라고 언급하였다. 염소에 대해서는 스티븐스가 CMJ와 진행한 인터뷰에서 염소의 저주의 의미가 담겨있다고 이야기했다. 표지 위에는 “SUFJAN STEVENS invites you to: Come on feel the ILLINOISE”라는 문구가 써 있다. 이는 슬레이드의 노래 ‘Cum on Feel the Noize’에서 따온 것으로, 발음을 비슷하게 하기 위해 E를 추가하였다. 페이스트는 2000년대 최고의 음반 표지로 선정하였으며, PLUG 인디펜던트 뮤직 어워드에서 올해의 음반 표지 부문을 수상하였다.
음반이 발매된 직후 DC 코믹스가 표지에 그려진 슈퍼맨으로 인해 애스매틱 키티에게 정지명령을 보냈다는 기사가 보도되었지만 애스매틱 키티는 중단명령이 없었으며, 레이블의 변호사들이 DC 코믹스가 사용을 반대할 것이라고 생각했기 때문에 나온 경고라고 밝혔다. 2005년 6월 30일, 애스매틱 키티의 배급사 시크리틀리 캐나디안은 소매업자들에게 음반의 판매를 하지 말아달라고 요청했지만 물량은 회수되지 않았고, 결국 DC 코믹스가 이미 제작이 완료된 음반에 한해서 사용을 허락하면서 판매가 다시 진행됐다. 한편 이후에 만들어진 음반에서는 슈퍼맨의 그림이 지워졌다. 표지가 변경된 직후 슈퍼맨이 그려진 음반의 복사본이 이베이에서 75달러에 판매되었다. 2005년 11월 22일에 발매된 LP판에는 슈퍼맨 대신 풍선 스티커가 그려졌으며, 이후의 CD 등 다른 인쇄물에서도 계속 사용하게 되었다. 10주년 기념 바이닐 재발매 버전에는 마블 캐릭터인 블루 마블이 그려졌다.

## 투어

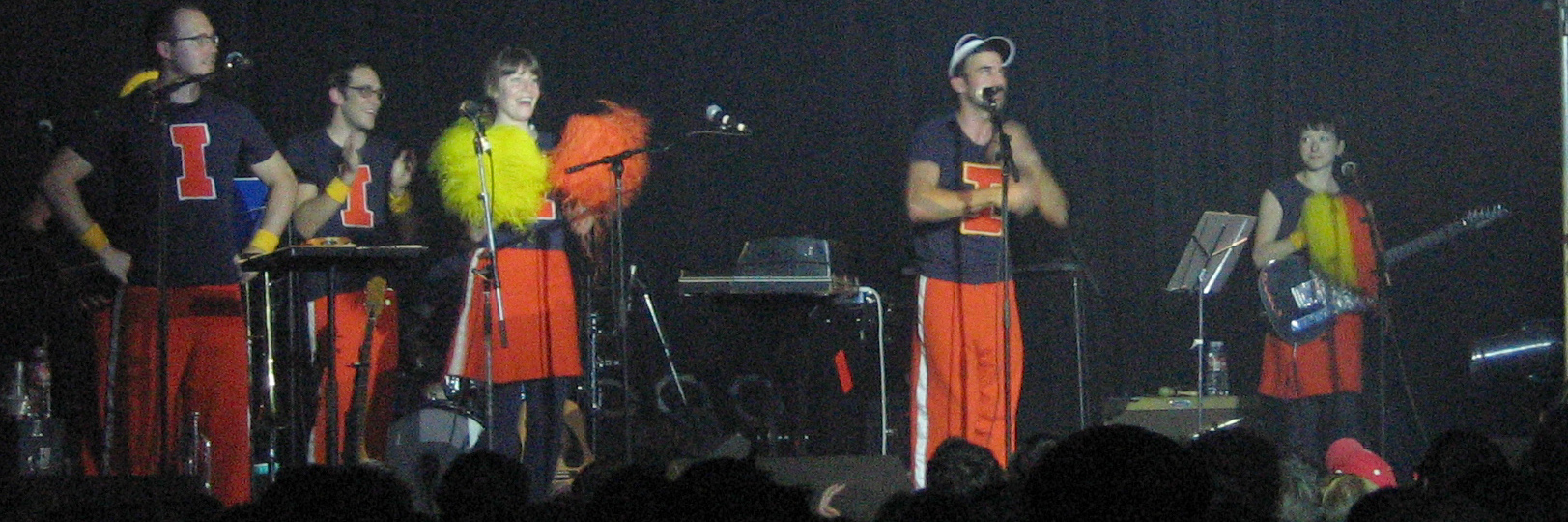
수프얀 스티븐스가 “Illinois”를 홍보하기 위한 투어에서 공연하는 모습. 스티븐스와 일리노이즈메이커스는 일리노이 대학교의 치어리더의 옷을 본떠 만든 의상을 입었다.

스티븐스는 본래 한 번의 여름 축제에 출연하는 것을 제외하고는 라이브 공연을 가질 할 계획이 없었으나 음반의 발매가 이뤄지고 2주가 채 되지 않은 짧은 기간에 홍보를 위해 북아메리카 투어를 시작하였다. 홍보를 위해 TV에 출연하는 것 보다는 공연 자체에 집중하였던 투어에는 8명에서 10명 정도로 구성된 일리노이즈메이커스(Illinoisemakers)라는 이름의 현악기 세션이 스티븐스와 동행하였다. 일부 공연에서는 로라 베어스와 애스매틱 키티와 계약을 하기도 한 리즈 제인스 및 “Illinois”를 작업할 때 참여했던 마이 브라이티스트 다이아몬드의 샤라 노바가 오프닝 공연자로 참여했다. 2006년 9월부터 11월까지는 유럽의 도시에서 투어를 개최하였다. 2006년에 열린 공연에서 스티븐스와 일리노이즈메이커스는 일리노이 대학교를 주제로 한 나비 정장과 새의 날개를 달고 공연을 하였다.
롤링 스톤의 데인 스미스는 "1시간 30분 동안 새로운 선율로 가득찬 공연을 보여주었다"고 호평하였다. 더 뮤직 위 트러스트의 스콧 D. 루이스는 "그가 엘리엇 스미스가 되고 싶은지 리처드 로저스가 되고 싶은지 결정할 수는 없다. 하지만 관중들의 반응으로 보건대 팬들은 두 명이 모두 섞인 그를 좋아하는 것 같다"고 언급하였고, 빌보드는 스티븐스와 밴드가 왕과 여왕처럼 느껴졌다고 표현하며 "스티브 라이히같은 미니멀리스트와 펭귄 카페 오케스트라 같은 기발한 연주를 교묘하게 다룬다"고 이야기했다. 닉 카투치는 스핀에 쓴 기사에서 "공연의 장엄한 모순이 인도주의적 성사로 거듭났다"고 묘사하였다.

## 평가
| 전문가 평가         | 전문가 평가 |
| 총 점수             | 총 점수     |
| 출처                | 점수        |
| ------------------- | ----------- |
| 메타크리틱          | 90/100      |
| 평가 점수           |             |
| 출처                | 점수        |
| 가디언              | [ 16 ]      |
| 로스앤젤레스 타임스 | [ 49 ]      |
| 롤링 스톤           | [ 12 ]      |
| 빌리지 보이스       | A−          |
| 스핀                | A−          |
| 언컷                | 5/5         |
| 엔터테인먼트 위클리 | B+          |
| 올뮤직              | [ 11 ]      |
| 피치포크            | 9.2/10      |
| NME                 | 8/10        |

“Illinois”는 음악 평단으로부터 폭넓은 찬사를 받았다. 주요 매체의 리뷰를 모아 점수를 매기는 리뷰 애그리게이터 웹사이트 메타크리틱에서는 40개의 리뷰를 토대로 100점 만점에 평균 90점이 매겨졌다. 이는 2015년에 발매한 “Carrie & Lowell”과 함께 스티븐스가 발매한 정규 음반 중 가장 높은 점수를 받은 작품이다.
로버트 크리스트가우는 빌리지 보이스에 쓴 리뷰에서 A−를 주었다. 로버트는 음반 내에서의 대위법과 곡 사이사이에 들어간 짧은 노래가 들어간 것에 긍정적인 평을 하였으며, 매우 고무적인 작품이라고 언급하였다. 피치포크에 글을 기고한 어맨다 페트루시크는 "곡 사이를 연결해주는 짧은 연주곡과 그 뒤에 파묻힌 좋은 노래들로 빚어진 21개의 트랙"이라고 표현하며 "이론과 실행 두 가지 면에서 모두 흠잡을 데 없이 편곡된 미국 헌정곡의 모음집"이라고 묘사하였다. 스핀에서 음반을 평론한 윌 허메스는 라이언 애덤스 & 더 카디널스의 “Cold Roses”와 함께 리뷰를 하며 "애덤스가 벤투라의 고속도로에서 영감을 추구하였다면 스티븐스는 아스팔트와 조금 멀리 떨어진 여행을 하고 있다"고 비유하며 "누군가 '우리는 미국이 되었는가?'라고 물으면 대통령의 타운 홀 미팅보다 더 설득력 있는 답변을 내줄 것이다"라고 호평하고 A−로 평가하였다. 로스앤젤레스 타임스의 스티브 호크맨은 "스티븐스가 '어서 와서 일리노이를 느껴봐'라고 말하며 우리를 초대한 것이 너무 강렬하여 어니 뱅크스와 칩 트릭을 언급하지 않은 점도 용서할 수 있다"며 만점을 주었다.
가디언의 데이브 심슨은 “Illinois”에 대해 "브라이언 이노가 프로듀싱한 폴리포닉 스프리처럼 웅장하면서도 친숙하게 들리는 악기들이 가득 찬 상태로 포장한 음반"이라고 표현하였으며, 디 A.V. 클럽의 앤디 바타글리아는 스티븐스가 이 음반을 통해 인디 록 분야에서의 최고의 작곡가 중 한 명으로 성장하였다고 호평하였다. 언컷의 앤디 길은 단지 음반에 관련된 것을 조사하거나 만드는 것 외에도 스티븐스가 대부분의 파트를 직접 맡았다는 부분을 언급하며 "대단한 업적"이라고 이야기하였다. 슬랜트 매거진의 조너선 키프는 만점을 주며 "다음 48장의 주 관련 음반이 이런 질을 유지한다는 것은 상상할 수 없는 일이지만 스티븐스는 이런 장기적인 기대를 정당화할 수 있게 하는 몇 안 되는 음악가"라고 극찬하였다. 롤링 스톤의 롭 셰필드는 “Seven Swans”의 종교적 느낌을 가져왔고, 숨소리가 섞인 듯한 목소리에 대해선 “After the Gold Rush” 당시의 닐 영이 연상된다고 말하며 별 네 개를 주었다. 인디펜던트는 "스티븐스가 발매한 다른 대부분의 음반을 소박하고 편협한 것처럼 보이게 만든다"고 글을 썼다.
오스틴 크로니클의 멜라니 호프트는 음반을 서사시라고 표현하며 "스티븐스의 개인사와 국가사를 결합시킬 뿐만 아니라 오케스트라 및 합창을 하는 듯한 편곡과 감성적인 가사를 엮어낸다"고 호평하며 별 네 개를 주었다. 엔터테인먼트 위클리는 B+를 주었고, 글로켄슈필, 플루트, 슬레이벨과 같은 악기의 사용에 대해 기이하고 마법처럼 들리기까지 한다며 "텍사스주에서는 무얼 할 것인지 빨리 보고 싶다"고 언급하였다. 올뮤직의 제임스 크리스토퍼 몽거는 "스티븐스가 허튼소리나 하는 판매원일 수도 있겠지만 그래도 꽤 좋은 물건을 가지고 있다"고 묘사하였고, NME의 팀 존즈는 현재까지 스티븐스의 최고작이라고 말하며 "말할 수 없을 정도로 귀중한 음악의 모음"이라고 이야기하며 각각 별 네 개와 10점 중 8점을 주었다. 워싱턴 포스트의 캐서린 P. 루이스는 “Illinois”의 강점은 주의 역사에 대한 철저한 조사보다는 서사적인 가사와 정교한 편곡에 있다고 말하였다. 뉴욕 타임스의 존 파렐레스는 "아무리 정교하게 쌓아올렸다고 하지만, 결코 순수하지 않은 낙관론에 감동하여 집에서 만든 것처럼 들린다"고 쓰며 덜 긍정적인 반응을 보였다.

### 수상 및 순위
음반이 극찬을 받음에 따라 여러 매체에서는 연말 또는 연대말 결산 목록에 “Illinois”를 선정하였다. 메타크리틱에서는 2005년에 발매한 음반 중 마이 모닝 재킷의 “Z”와 함께 90점으로 가장 높은 점수를 받은 음반이 되었다. 매년 미국 전역의 음악 평론가들이 순위를 매겨 이를 다시 합산해 다시 순위를 매기는 패즈 & 잡에서는 1747포인트를 얻으면서 카니예 웨스트의 “Late Registration”과 M.I.A.의 “Arular” 다음인 3위로 선정되었다. 여러 매체의 음반 순위 목록을 모아 다시 순위를 내는 웹사이트 어클레임드 뮤직에서는 2005년 음반, 2000년대 음반, 역대 최고의 음반 순위에서 각각 1위, 7위, 95위로 순위가 매겨졌다. 쇼트리스트 뮤직 프라이즈에서는 뉴 판테온 어워드에서 함께 후보로 오른 아케이드 파이어의 “Funeral”과 피오나 애플의 “Extraordinary Machine” 등을 꺾고 수상을 차지하였다. 또한 로버트 다이머리가 편찬한 책 죽기 전에 꼭 들어야 할 앨범 1001에도 선정되었다.
| 매체                                   | 주제                                          | 순위 | 출처   |
| -------------------------------------- | --------------------------------------------- | ---- | ------ |
| 가디언                                 | OMM 선정 10년간 최고의 음반 50장              | 28   | [ 63 ] |
| 더 라인 오브 베스트 핏                 | TLOBF 선정 10년간의 음반                      | 4    | [ 64 ] |
| 디 A.V. 클럽                           | 10년간 최고의 음반 50장                       | 30   | [ 65 ] |
| 롤링 스톤                              | 2005년 최고의 음반 50장                       | 9    | [ 66 ] |
| 롤링 스톤                              | 2000년대 최고의 음반 100장                    | 78   | [ 67 ] |
| 비츠 퍼 미닛                           | 2000년대 최고의 음반                          | 29   | [ 68 ] |
| 빌보드                                 | 2005년 비평가 & 예술가의 선정작               | 6    | [ 69 ] |
| 빌보드                                 | 빌보드 비평가 선정 10년간 최고의 음반         | 12   | [ 70 ] |
| 선데이 타임스                          | 10년간 최고의 팝 음악과 록 음악               | 13   | [ 71 ] |
| 스핀                                   | 2005년 최고의 음반 40장                       | 8    | [ 72 ] |
| 스핀                                   | 최근 30년간 최고의 음반 300장                 | 198  | [ 73 ] |
| 스핀                                   | 최근 35년간 최고의 음반 35장                  | 20   | [ 74 ] |
| 스타일러스 매거진                      | 우리가 사랑한 2005년에 발매한 50장의 음반     | 10   | [ 75 ] |
| 스타일러스 매거진                      | 스타일러스의 10년간 최고의 음반               | 72   | [ 76 ] |
| 스테이트                               | 스테이트 선정 10년간 최고의 음반              | 11   | [ 77 ] |
| 슬랜트 매거진                          | 2000년대 최고의 음반 100장                    | 9    | [ 78 ] |
| 언컷                                   | 언컷 선정 10년간 최고의 음반 150장            | 30   | [ 79 ] |
| 워싱턴 시티 페이퍼                     | 시티 페이퍼의 2005년 톱 20                    | 8    | [ 80 ] |
| 컨시퀀스                               | 2000년대 최고의 음반 100장                    | 17   | [ 81 ] |
| 클래시                                 | 클래시 선정 최고의 음반 100장 (2004-2014)     | 20   | [ 82 ] |
| 클래시                                 | 클래시 선정 가장 위대한 음반 50장 (2004-2009) | 20   | [ 83 ] |
| 팝매터스                               | 2005년 최고의 음반 50장                       | 2    | [ 84 ] |
| 팝매터스                               | 2000년대 최고의 음반 100장                    | 14   | [ 85 ] |
| 페이스트                               | 2000년대 최고의 음반                          | 1    | [ 86 ] |
| 페이스트                               | 역대 최고의 인디 포크 음반 100장              | 1    | [ 5 ]  |
| 피치포크                               | 2005년 최고의 음반 50장                       | 1    | [ 87 ] |
| 피치포크                               | 2010년대 최고의 음반 200장                    | 16   | [ 88 ] |
| NME                                    | NME 선정 2005년 최고의 음반과 트랙            | 7    | [ 89 ] |
| NME                                    | 10년간 가장 위대한 음반 100장                 | 17   | [ 90 ] |
| NME                                    | 역대 가장 위대한 음반                         | 138  | [ 91 ] |
| NPR                                    | 10년간 가장 중요한 작품 50장                  | ―    | [ 92 ] |
| 줄표(―)는 순위가 없다는 것을 의미한다. |                                               |      |        |

## 상업적 성과
“Illinois”는 발매 후 일부 차트에 이름을 올렸다. 빌보드 200에서는 첫 주에 121위로 데뷔하였으며, 총 8주 동안 차트에 머물렀다. 또한 빌보드가 집계하는 히트시커스 음반 차트와 인디펜던트 음반 차트에 각각 1위와 4위를 기록하고 32주와 39주 동안 차트에 진입하였다. 인디펜던트 음반 연말 차트에서는 41위에 올랐다. 이외에 오스트레일리아와 네덜란드, 노르웨이의 음반 차트에 각각 86위, 80위, 34위를 기록하였다.
음반은 발매 후 첫 주 동안 9천 장이 판매되었으며, 그 중에 20%는 온라인으로 판매되었다. 2주 후에는 미국 내에서 만 5천 장이 넘게 판매되었다. 이후 2005년 10월에 빌보드에선 6만 5천장이 판매되었다는 사실을 기사에 기재하였고, 그 다음달 옵저버에서는 음반 판매량이 10만이 넘었다고 언급하였다. 2009년 말 페이스트가 스티븐스와 진행한 인터뷰에서는 음반의 판매량이 30만 장을 넘어섰다는 사실을 이야기하였다. 시간이 지나 2017년 8월 미국 음반 산업 협회(RIAA)에서는 음반의 판매량이 50만이 넘은 것을 의미하는 골드를 인증하였다. 영국 축음기 협회에서는 2013년 영국 내 판매고가 6만을 넘어서면서 실버를 인증해주었다.

## 트랙 리스트
전체 작사·작곡: 수프얀 스티븐스
| #            | 제목 | 재생 시간 |
| ------------ | --- | --------- |
| 1.           | 〈Concerning the UFO Sighting near Highland, Illinois〉 | 2:08      |
| 2.           | 〈THE BLACK HAWK WAR, or, How to Demolish an Entire Civilization and Still Feel Good About Yourself in the Morning, or, We Apologize for the Inconvenience but You're Going to Have to Leave Now, or, “I Have fought the Big Knives and will continue to fight them until they are off our lands!”〉 | 2:14      |
| 3.           | 〈COME ON! FEEL THE ILLINOISE! Part I: The World's Columbian Exposition Part II: Carl Sandburg Visits Me in a Dream〉 | 6:45      |
| 4.           | 〈JOHN WAYNE GACY, JR.〉 | 3:19      |
| 5.           | 〈JACKSONVILLE〉 | 5:24      |
| 6.           | 〈A Short Reprise for Mary Todd, Who Went Insane, but for Very Good Reasons〉 | 0:47      |
| 7.           | 〈DECATUR, or, Round of Applause for You Step mother!〉 | 3:03      |
| 8.           | 〈One last “Whoo-hoo!” for the Pullman!!〉 | 0:07      |
| 9.           | 〈Go! CHICAGO! Go! Yeah!〉 | 6:04      |
| 10.          | 〈CASIMIR PULASKI DAY〉 | 5:53      |
| 11.          | 〈To The Workers of the Rock River Valley Region, I Have an Idea Concerning Your Predicament, and it involves tube socks, a paper airplane, and twenty-two able-bodied men.〉 | 1:40      |
| 12.          | 〈The Man of METROPOLIS Steals Our Hearts〉 | 6:17      |
| 13.          | 〈PRAIRIE FIRE THAT WANDERS ABOUT〉 | 2:11      |
| 14.          | 〈A Conjunction of Drones Simulating the Way in Which Sufjan Stevens Has an Existential Crisis in the GREAT GODFREY MAZE〉 | 0:19      |
| 15.          | 〈The Predatory Wasp of the Palisades Is Out To Get Us!〉 | 5:23      |
| 16.          | 〈They Are Night Zombies!! They Are Neighbors!! They Have Come Back From the Dead!! Ahhhh!〉 | 5:09      |
| 17.          | 〈Let's hear that string part again, because I don't think they heard it all the way out in Bushnell〉 | 0:40      |
| 18.          | 〈In This Temple as in the Hearts of Man for Whom He Saved the Earth〉 | 0:35      |
| 19.          | 〈THE SEER'S TOWER〉 | 3:53      |
| 20.          | 〈THE TALLEST MAN, THE BROADEST SHOULDERS Part I: The Great Frontier Part II: Come to Me Only with Playthings Now〉 | 7:02      |
| 21.          | 〈RIffs and Variations an a Single Note for Jelly Roll, Earl Hines, Louis Armstrong, Baby Dodds, and the King of Swing, to Name a Few〉 | 0:46      |
| 22.          | 〈Out of EGYPT, into the Great Laugh of Mankind, and I shake the dirt from my sandals as I run〉 | 4:21      |
| 총 재생 시간 | 총 재생 시간 | 73:59     |

| #            | 제목              | 재생 시간 |
| ------------ | ----------------- | --------- |
| 23.          | 〈THE AVALANCHE〉 | 3:14      |
| 총 재생 시간 | 총 재생 시간      | 77:13     |

| #            | 제목                                        | 재생 시간 |
| ------------ | ------------------------------------------- | --------- |
| 23.          | 〈Jon Galaxy's Remix of “Chicago” (Huh?!)〉 | 5:32      |
| 24.          | 〈The Avalanche〉                           | 3:17      |
| 25.          | 〈The Transfiguration〉                     | 5:04      |
| 26.          | 〈Size Too Small〉 (Live in Brussels)       | 3:08      |
| 총 재생 시간 | 총 재생 시간                                | 90:57     |

| #  | 제목                        | 재생 시간 |
| -- | --------------------------- | --------- |
| 1. | 〈Chicago〉 (Original Demo) | 4:36      |

## 참여진
크레딧은 “Illinois”의 라이너 노트에서 발췌하였다.
| - 수프얀 스티븐스 – 어쿠스틱 기타, 피아노, 월리처, 베이스 기타, 드럼, 전기 기타, 오보에, 알토 색소폰, 플루트, 밴조, 글로켄슈필, 아코디언, 비브라폰, 리코더 (알토, 소프라니노, 소프라노, 테너), 카시오톤, 슬레이벨, 셰이커, 탬버린, 트라이앵글, 전기 오르간, 보컬, 편곡, 엔지니어링, 녹음, 프로듀싱 - 일리노이즈메이커 콰이어 – 코러스 및 박수 (트랙 2, 9, 12, 16, 20) - 톰 이튼 - 제니퍼 후버 - 카트리나 컨스 – 코러스 (트랙 1, 3, 5, 13, 15, 19, LP 보너스 트랙 23) - 베시 록 - 타라 맥도넬 | - 줄리앤 카니 – 바이올린 - 알란 두시스 – 마스터링 - 존 갤러웨이 – 리믹스 (아이튠즈 보너스 트랙 23) - 말라 한센 – 비올라 - 마리아 벨라 제퍼스 – 첼로 - 제임스 맥알리스터 – 드럼, 드럼 엔지니어링 - 크레이크 몬토로 트럽펫, 코러스 (트랙 16) - 롭 무스 – 바이올린 - 맷 모건 – 코러스 (트랙 7) - 대니얼 스미스 – 코러스 (트랙 7) - 엘린 스미스 – 코러스 (트랙 7) - 디브야 스리니바산 – 그림 - 샤라 워든 – 코러스 (트랙 1, 3, 5, 10, 13, 15, 19, 20, LP 보너스 트랙 23) |

## 차트
| 차트 (2005)                           | 최고 순위 |
| ------------------------------------- | --------- |
| 오스트레일리아 음반 (ARIA)            | 86        |
| 오스트레일리아 히트시커스 음반 (ARIA) | 3         |
| 네덜란드 음반 (앨범 톱 100)           | 80        |
| 노르웨이 음반 (VG-리스타)             | 34        |
| 미국 빌보드 200                       | 121       |
| 미국 히트시커스 음반 (빌보드)         | 1         |
| 미국 인디펜던트 음반 (빌보드)         | 4         |

| 차트                          | 순위 |
| ----------------------------- | ---- |
| 미국 인디펜던트 음반 (빌보드) | 41   |

## 같이 보기
- 도널드 글러버
- 분류:미국에 관한 노래